# 최수진 (성우)
최수진(1974년 1월 17일~) 은 대한민국의 성우이다.

## 출연작품

### 방송
- CSI 뉴욕 (MBC) - 린지 먼로 (안나 벨크납)
- 생방송 화제집중 (MBC) - 여자 내레이션
- 다큐멘터리 드라마 격동 50년 (MBC)
- 실험쇼 진짜? 진짜! (MBC)
- MBC 스페셜 734회 : 농부의 탄생 - 열혈 남한정착기 (MBC) - 내레이션

### 애니메이션
- 레드바론 (MBC) - 마릴린
- 낚시왕 강바다 (MBC) - 엄마
- 명탐정 코난 (투니버스) - 이성희
- 이집트 왕자 2: 요셉 이야기 - 레이첼

### 영화
- 007 골든아이 (MBC) - 나탈랴 시모노바(이자벨라 스코럽코)
- 나는 아직도 네가 지난 여름에 한 일을 알고 있다 (MBC) - 줄리 제임스(제니퍼 러브 휴이트)
- 동방불패 (MBC) - (관지림)
- 브룩 쉴즈의 사하라 (MBC) 데일 (브룩 실즈)
- 하트 브레이커스 (MBC) - 페이지 코너스 (제니퍼 러브 휴이트)
- 미션 임파서블 3 (MBC) - 젠(매기 큐)
- 이도공간 (SBS)
- 쉬즈 더 맨 (MBC) - 올리비아(로라 램지)
- 페이스 오프 (MBC) - 제이미 아처(도미니크 스웨인)
- 모래와 안개의 집 (MBC) - 케시(제니퍼 코널리)
- 내겐 너무 가벼운 그녀 (MBC) - 타냐
- 마르셀의 여름 (MBC) - 릴리
- 은밀한 유혹 (MBC)
- 히달고 (MBC) - 앤(루이즈 롬바드)
- 브루스 올마이티 (MBC) - 그레이스(제니퍼 애니스턴)
- 빅 대디 (MBC) - 바네사(크리스티 스완슨)
- 나 홀로 집에 3 (MBC) - 캐런 프루잇(해빌랜드 모리스)
- 스콜피온 킹 (MBC) - 마법사(켈리 후)
- 분노의 질주 (MBC) - 미아(조다나 브루스터)
- 스피시즈 (MBC)
- 긴급명령 (MBC)
- 적벽대전2 (MBC) - 소교(임지령)
- 동방불패 (MBC) - 임영영(관지림)
- 라스트 모히칸 (MBC)
- 플레드 (MBC)
- 황비홍6 (MBC)
- 파고 (MBC)
- 유주얼 서스펙트 (MBC)
- 어느 멋진 날 (MBC)
- 블루 데블 (MBC)
- 당신에게 일어날 수 있는 일 (MBC)
- 알리 (MBC)
- 왓처 (MBC)
- 나 홀로 집에 (MBC) - 슈퍼마켓 직원(트레이시 코너) / 스튜어디스(모니카 데브뢰)
- 패트리어트 게임 (MBC)
- 와호장룡 (MBC) - 옥교룡 (장쯔이)
- 촉산전 (MBC) - 정락천 (장쯔이)
- 세븐 (MBC) - 트레이시 밀스 (귀네스 팰트로)
- 비틀쥬스 (MBC) - 제인(애니 맥엔로)
- 딥 임팩트 (MBC) - 레오의 엄마(베치 브랜틀리)

### TV 광고
- 제일은행

## 같이 보기
- 문화방송 성우극회